# Matwei Alexandrowitsch Dmitrijew-Mamonow

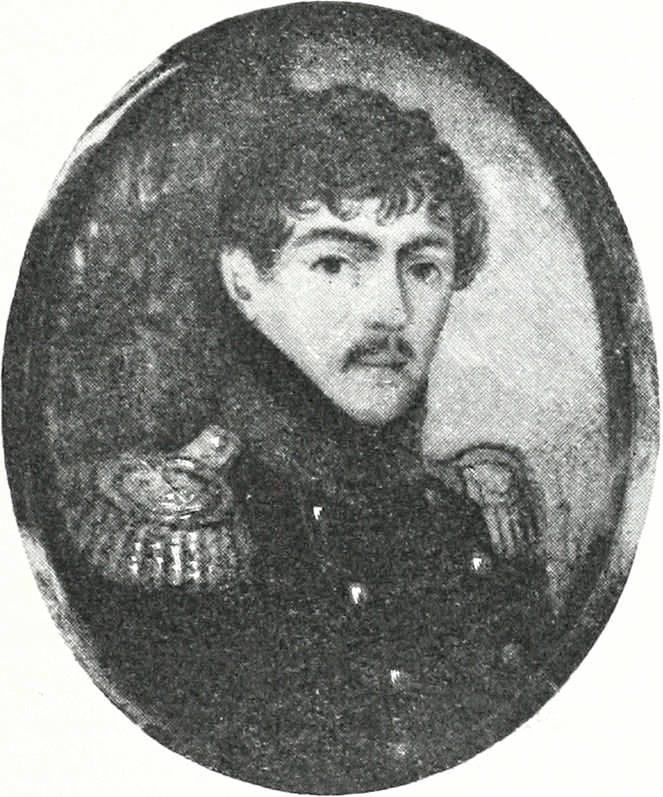
Graf Matwei Alexandrowitsch Dmitrijew-Mamonow

Graf Matwei Alexandrowitsch Dmitrijew-Mamonow (russisch Матвей Александрович Дмитриев-Мамонов; * 14. Septemberjul. / 25. September 1790greg. in Moskau; † 11. Junijul. / 23. Juni 1863greg. auf dem Gut Wassilijewskoje, heute im Stadtgebiet Moskau) war ein russischer Staatsmann und Literat, Organisator und Chef des Mamonowschen Regiments zur Zeit der Napoleonischen Kriege, Generalmajor (1813), Gründer des vordekabristischen Russischen Ritterordens. Er besaß ein bedeutendes Vermögen, einschließlich des Gutes Dubrovitsi in der Nähe von Moskau. 1825 weigerte er sich, sich den Eid auf Nikolaus I. abzulegen und wurde für unzurechnungsfähig erklärt. Den Rest seines Lebens verbrachte er unter Kuratel auf dem Gut Wassiliewskoje, das als Mamonowsche Datscha bekannt wurde.

## Leben

### Jugend
Er erhielt eine häusliche Erziehung. Im Januar 1807 wurde er zum Kammerjunker bestellt, seit dem 9./21. April 1811 war er, dank der Protektion des Justizministers I.I. Dmitrijew, Oberprokuror der 6. (Moskauer) Strafsachenabteilung des Senats. In diesen Jahren näherte er sich den Moskauer Freimaurern, insb. M.I. Newsorow und N.I. Nowikow, an und stieg schnell von den niedrigen („johannitischen“) zu den höheren („andreitischen“) Rängen auf und war 1807 bereits Großmeister.

### Literarische Tätigkeit
In den Jahren 1811 bis 1812 veröffentlichte er in Newsorows Zeitschrift „Freund der Jugend“ („Друг юношества“) einen Gedichtszyklus, beeinflusst von der Dichtung Bobrows und Derschawins. In seinem literarischen Schaffen schloss er sich den Gegnern Karamsins an – den sog. „Archaisten“. Er befasste sich mit dem Studium des Pugatschow-Aufstands.

### Kriegsdienst
Zu Beginn des Vaterländischen Krieges 1812 hielt er vor der Moskauer Hofgesellschaft eine patriotische Rede, die bei der Gesellschaft einen gewaltigen Eindruck hinterließ. Der Text dieser Rede ist nicht erhalten, obwohl Puschkin sie später als „unsterblich“ bezeichnete. Mamonow bot der Regierung an, seine gesamten Einkünfte für die Kriegsführung aufzuwenden, wobei er für sich nur 10.000 Rubel jährlich zurückbehielt, und erklärte sich bereit seine Bauern zu mobilisieren. Der Zar dankte ihm für seinen Einsatz und schlug dem Grafen vor, auf eigene Kosten ein Kavallerieregiment im Rahmen der Moskauer Landwehr aufzustellen.
Am 23. Juli/4. August 1812 trat er in die Moskauer Landwehr ein und nahm an den Schlachten von Borodino, Tarutino und Malojaroslawez teil. Die Bildung des Regiments, das nach seinem Chef die Bezeichnung 1. berittenes Kosakenregiment Graf M.A. Dmitrijew-Mamonow erhielt, ging nur schwerfällig voran, obwohl zum Kommandeur der beliebte Kavallerieoberst Fürst B.A. Swjatopol-Tschetwertinskij ernannt worden war. Das Regiment bestand teils aus Leibeigenen des Grafen, aber zum Teil auch aus angeworbenen Freiwilligen. Die Offiziere entstammten der Moskauer Hofgesellschaft. Zu ihnen gehörte auch Fürst P.A. Wjasemski, der später über diese Zeit schrieb:
„Рифмы прочь, и перья в папку,

И долой мой модный фрак,

Я надел медвежью шапку,

Я мамоновский казак.“

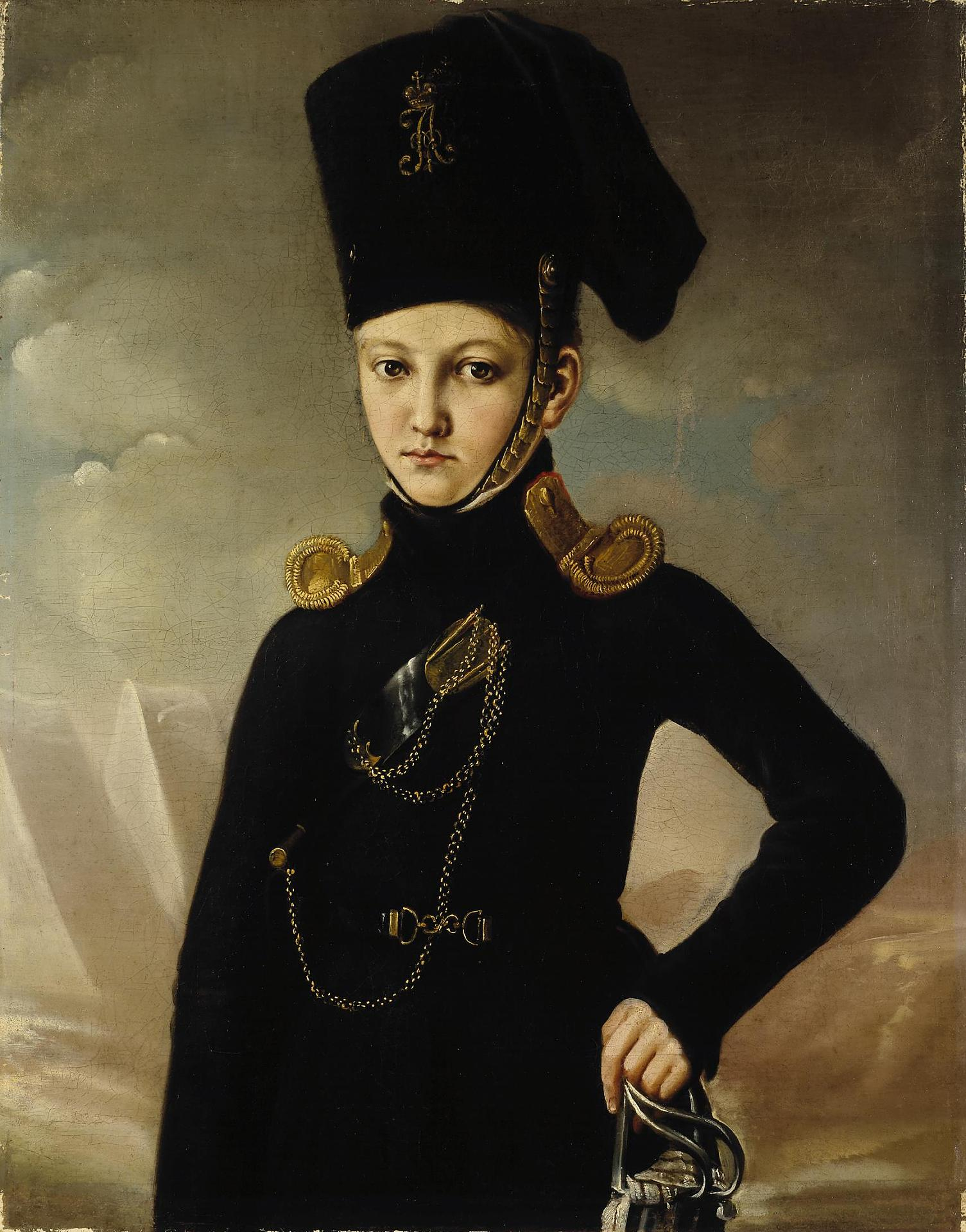
Kosak des Mamonowschen Regiments

„Fort mit den Reimen, die Federn in die Mappe,

und nieder mit meinem modischen Frack,

Ich trage eine Bärenfellmütze,

Ich bin ein Mamonow-Kosak.“
Am 19./31. August umfasste das Regiment insgesamt 56 Offiziere, 59 Unteroffiziere und 186 Mannschaften und verfügte nur über 81 Pferde. Obwohl das Regiment nicht an Schlachten teilnahm, wurde es doch zur Aufrechterhaltung der Ordnung beim Abzug der Armee aus Moskau und der Überquerung der Moskwa beim Dorogomilovski Tor eingesetzt. Dmitrijew-Mamonow selbst erhielt für seinen bei Tarutinsk und Malojaroslawez bewiesenen Mut die Tapferkeitsauszeichnung „Goldenes Schwert für Tapferkeit“
Im Gefolge der Verlegung des Regiments ins Gouvernement Jaroslawl, des Verlusts der in Moskau gekauften Munition und der Plünderung der Dörfer Mamonows zog sich auch die weitere Aufstellung des Regiments in die Länge. Anfang Januar 1813 umfassten 10 Schwadronen (Hundertschaften) 60 Offiziere, 96 Unteroffiziere und 389 Kosaken.
Am 12./24. März 1813 erging der Befehl zur Umbildung des Ersten Kosakenregiments in das Ulanenregiment Graf M.A. Mamonow, bestehend aus 6 Schwadronen; er selbst wurde zum Chef des Regiments ernannt und zum Generalmajor befördert. Im April wurde das Regiment nach Serpuchow verlegt, aber im Sommer zog es endlich ins Feld. „Der Graf war immer eitel, aber diese Auszeichnungen verdrehten ihm völlig den Kopf. Darüber hinaus war er nie auf den Kriegsdienst vorbereitet worden und besaß keine der zur Führung eines Regiments nötigen Fähigkeiten. Es kam zu Unregelmäßigkeiten und Mißverständnissen. Noch vor der endgültigen Aufstellung des Regiments lieferte er sich ein Duell mit einem seiner Stabsoffiziere, wohl Tolbuchin“, beobachtete Fürst Wjasjemskij [1].
Im Jahr 1814 nahm das Regiment an Kampfhandlungen teil und erreichte die Stadt Fortlouis in Frankreich. Der Regimentschef konnte in seiner jugendlichen Unerfahrenheit die Disziplin unter seinen Männern nicht wahren (schon bei der Aufstellung des Regiments in Jaroslawl wurden seine Kosaken als „Muttersöhnchen“ bezeichnet, und in Serpuchow war es wegen Unruhen sogar zur Einleitung eines Ermittlungsverfahrens gekommen); es kam zu Auseinandersetzungen mit den österreichischen Verbündeten und der örtlichen Bevölkerung, eine Ortschaft in Deutschland ging in Flammen auf. Am 27. August/8. September 1814 wurde das Regiment Mamonow aufgelöst, er selbst zum Kommandeur des Ersten Kavalleriekorps General F.P. Uwarow abkommandiert. Nach Beendigung der Kriegshandlungen stand er beim Kommandeur der Zweiten berittenen Jägerdivision. Am 2./14. März 1816 nahm er seinen Abschied nach einem Konflikt mit Zar Alexander I., dem er einen kritischen Brief über die Durchführung der Auflösung seines Regiments geschrieben hatte (formal nahm er seinen Abschied aus Gesundheitsgründen).

### Gesellschaftlich-politisches Handeln
Noch 1812 errichtete er den Russischen Ritterorden, der zunächst eine rein freimaurerische Institution war, in den Jahren 1814/15 unter dem Einfluss M.F. Orlows sich aber in eine der ersten vordekabristischen Organisationen wandelte. Er stellte programmatische Dokumente für den Orden auf, 1816 druckte er im Typographischen Institut der Moskauer Mediko-Chirurgischen Akademie die Broschüre „Kurze Instruktionen für Russische Ritter“ in einer Auflage von 25 Exemplaren (in französischer Sprache; eine Kopie des russischen Originals ist erhalten geblieben). Die Verfassungsprojekte Mamonows wurden 1906 von А. K. Borosdin veröffentlicht. Sie sahen u. a. die Aufhebung der Leibeigenschaft und die Umwandlung Russlands in eine Adelsrepublik mit Zweikammerparlament (mit Erb-Pairskammer und Abgeordnetenkammer) vor. Eines der Ordensziele war „Gebietsfremden jeden Einfluss auf die Staatsgeschäfte zu entziehen“ und „der endgültige Sturz, womöglich aber der Tod aller Gebietsfremder, die Staatsämter bekleiden“. Als Gebietsfremden aber „muss man im Orden auch den Urenkel eines Gebietsfremden erachten, dessen sämtliche Vorfahren vom Urgroßvater bis zum Vater der griechisch-russischen Religion angehörten, dem russischen Thron dienten und die Staatsangehörigkeit beibehielten, ohne Russland zu verlassen“. Diese Vorschrift war geradewegs gegen Alexander I. gerichtet, der nach Meinung Mamonows Gebietsfremder war (Absatz 53 der Ordensstatuten), da er der Urenkel des Holsteiners Peters III. und außerdem oft aus Russland abwesend war. Als Mittel für die Herbeiführung der Umgestaltung schlug der Graf den militärischen Umsturz vor.

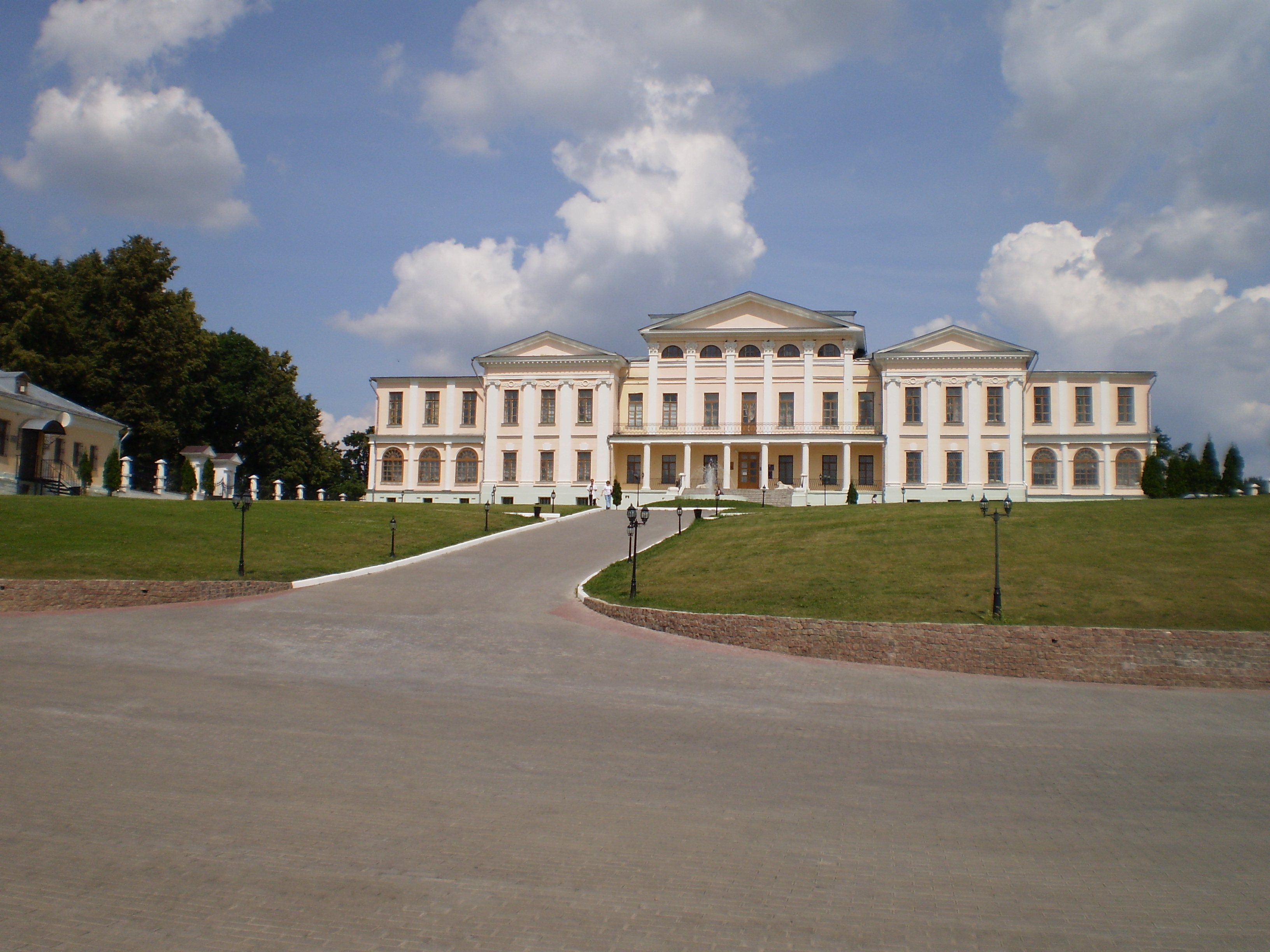
Das Gut Dubrowitzij, wo der Graf in aller Abgeschiedenheit lebte

Nach seiner Rückkehr aus dem Ausland 1817 zog er sich auf sein Gut bei Moskau zurück, wo er bis 1823 völlig zurückgezogen lebte und nur selten nach Moskau fuhr:
„Im Verlauf einiger Jahre sah er nicht einmal einen seiner Bedienten. Alles, was er benötigte, befand sich in einem besonderen Zimmer; dort hinterließ er auch seine schriftlichen Anordnungen. An den Wänden seines Schlafzimmers hingen seltsame Bilder kabbalistischen, oft aber auch erotischen Inhalts.“ [1].
Nach Ansicht der Historiker des 19. Jahrhunderts traten bei dem Grafen schon 1817 Anzeichen geistiger Verwirrung auf, die sich in seiner Neigung zu einem abgeschiedenen Lebenswandel sowie darin zeigten, dass er sich demonstrativ den Bart wachsen ließ und „russische Tacht“ trug. Nach Auffassung moderner Forscher, insb. J.M. Lotman, kann eine derartige extravagante Lebensführung für sich alleingenommen nicht als Beweis von Geistesschwäche gewertet werden. Zeitgenossen und Memoiristen stimmen darin überein, dass der Graf einen sehr selbstbezogenen, stolzen und aufbrausenden Charakter besaß, stets seine altadelige Abstammung betonte, und es nicht für nötig hielt, sich im Schriftverkehr auch mit Höherrangigen zurückzunehmen. Außerdem pflegte Mamonow enge Kontakte zu Mitgliedern von Geheimgesellschaften; M.F. Orlow besuchte ihn einige Male auf seinem Gut. Das beunruhigte die Mächtigen, angeheizt durch die Angaben M.K. Gribowkis über die Aktivitäten geheimer Gesellschaften. Seit Anfang der 1820er Jahre stand der Graf unter Beobachtung der Geheimpolizei.
Seine eigene Unabhängigkeit demonstrierend, errichtete er auf seinem Gut Dubrowitsi, 35 Werst vor den Toren Moskaus, am Zusammenfluss von Decna und Pachra, eine wahre Festung mit Geschützen und einer aus seinen Leibeigenen gebildeten Abteilung Soldaten. In seiner erklärten Verachtung der Romanow und ihres von ihm als nichtig betrachteten Anspruchs auf den Thron bewahrte er bei sich das Banner des Fürsten D.M Poscharski und das blutbefleckte Hemd des Zarewitsch Dimitri Iwanowitsch auf – das Symbol der Dynastie der Rurikiden schlechthin.
Obwohl sie keinen Fürstentitel trugen, waren die Dmitrijew-Mamonows doch deshalb nicht weniger stolz auf ihre Abstammung von Wladimir Monomach. Der Gedanke an die Zugehörigkeit zu den Rurikiden lebte schon in der Mitte des 19. Jahrhunderts im Bewusstsein eines Angehörigen der Familie Dmitrijew (der jüngeren Linie des Geschlechts), des Literaten M.A. Dmitrijew, eines Neffen des bekannten Dichters I.I. Dmitrijew. In seinen Memoiren schrieb er:
„Wir stammen in gerader Linie von Wladimir Monomach ab, und zwar im Mannesstamm, nicht über die weibliche Linie, wie die Romanows - diese Scheinabkömmlinge unseres Herrscherhauses, die nicht einmal Romanows sind, sondern von den Holsteinern abstammen.“

### Arrest und Unzurechnungsfähigkeitserklärung
Im Jahr 1823 starb der Kammerdiener des Grafen und ein neuer wurde eingestellt, der Freigelassene, Bürger Nikanor Afanassjew, ein ehemaliger Leibeigener des Fürsten P.M. Wolkonski, des Chefs des „Obersten Stabes“ und einer der Führer der politischen Polizei, an den auch schon die Denunziation Gribowskis im Jahre 1822 gerichtet gewesen war. In dieser Denunziation berichtete er ihm über die unerwartete Aktivierung des „längst erloschen geglaubten“ Russischen Ritterordens und nannte offen den Namen Mamonows. Nach dem Zeugnis des Sohnes des Lehrers für russisches Schrifttum im Hause des Grafen Mamonow – P. Kitschejew – erfüllte der neue Kammerdiener weniger seine Dienstbotenpflichten, sondern spionierte den Grafen aus. Dieser, da er ihn Verdacht hatte, im Dienste eines Regierungsagenten zu stehen, befahl ihn auszupeitschen. Das Opfer wandte sich in Moskau an den Militärgouverneur Fürst D.W. Golyzin. Dieser schickte sofort seinen Adjutanten nach Dubrovitzij, und als Mamonow ihn fortjagte, erschienen im Dorf Gendarmen und eine Abteilung Soldaten, die den Grafen festnahmen.
Von da an nahmen sich Alexander I. und Araktschejew der Sache persönlich an. Wie Fürst Wjasjemski schreibt, „warf man ihm Unregelmäßigkeiten in der Gutsverwaltung vor, und zwar Unterdrückung der Bauern nicht von seiten eines abwesenden Gutsbesitzers, sondern wirklich seitens der Verwalter“ [1]. Auf Allerhöchsten Befehl wurde Mamonow in seinem Moskauer Haus unter Hausarrest gestellt. Auf die Drohung D.W. Golyzins, ihn unter Kuratel zu stellen, antwortete Mamonow mit einem wütenden Brief, in dem er insbesondere erklärte:
„…Sie können mich gar nicht unter Kuratel stellen und werden es nicht wagen, denn ich bin weder minderjährig noch unzurechnungsfähig, weil ich nicht zögere in meinem Haus beschäftigte Leibeigene körperlich zu züchtigen, wenn sie es nach meiner Einschätzung verdient haben: denn das Recht Leibeigene mit Stöcken zu traktieren ist unauflöslich mit dem öffentlichen und privaten Recht des russischen Staatswesens verbunden, weil dieses Recht uns von unseren Vorfahren überkommen ist. (…) Eurer Erlaucht muß, auch als volljährigem Bürger, bekannt sein, dass es Ihnen nicht gestattet ist, einem volljährigen Bürger und Würdenträger des Reiches zu drohen; und wie können Sie es wagen, so etwas mir zu schreiben, einem Menschen, der in jeder Beziehung, außer auf der Rangtabelle, über Ihnen steht!“
Am Ende seiner Botschaft erklärte Mamonow sich bereit, seine Beziehungen zum Gouverneur im Duell zu klären. Am 28. Februar schrieb er seinem alten Gönner I.I. Dmitrijew mit der Bitte um Vermittlung, aber der befand sich schon seit Jahren im Ruhestand und vermochte ihm nicht zu helfen.
Die von D.W. Golyzin ernannte Ärztekommission erklärte den Grafen für unzurechnungsfähig. Auf Antrag Golyzins erließ der Ministerrat am 23. Juni/5. Juli den Beschluss ihn unter Kuratel zu stellen.
Allem Anschein nach war Dmitrijew-Mamonow ein gewöhnlicher Snob, Exzentriker und Frondeur, aber die Regierung befürchtete, dass der Einfluss seines Geldes, seiner Verbindungen zu Verschwörern aus Geheimgesellschaften und die Möglichkeiten Orlows, der immerhin eine Division befehligte, ausreichend sein könnten, einen Aufstand oder gar Umsturzversuch zu unternehmen.
Im Verlauf der Dekabristenaufstände des Jahres 1825 verweigerte der Graf, der bis dahin in Moskau als unter Beobachtung Stehender, aber nicht als Geisteskranker festgehalten wurde, Zar Nikolaus I. den Treueeid und die Anerkennung der Legalität seiner Herrschaft. Danach begann die Anwendung grausamer Heilbehandlungen mit dem Ziel, ihn zum Einlenken zu bewegen oder in den Wahnsinn zu treiben. Ein Verwandter des Grafen und einer seiner letzten Vormünder, N.A. Dmitrijew-Mamonow, schreibt, dass „man zum ersten Mal streng und sogar grausam mit ihm verfuhr, wofür mir als Beweis die Zwangsjacken und Verbände dienen, mit denen man ihn ans Bett fesselte, die ich vor dreißig Jahren in seinem Schrank fand“, während P. Kitschejew erklärt, dass „die Heilbehandlung damit begann, kaltes Wasser über seinen Kopf zu schütten, was den Grafen natürlich zur Raserei trieb“.

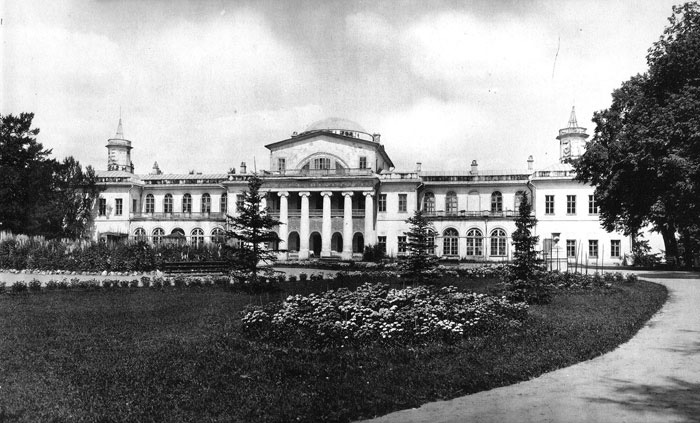
Die Mamonowsche Datscha, wo der Graf die letzten 30 Jahre bis zu seinem Tode in völliger Abgeschiedenheit verbrachte, im Jahr 1913. Es war ihm nicht einmal erlaubt die Gärten zu betreten.

Von 1830 an wurde Mamonow in strenger Isolation auf dem damals nahe Moskau gelegenen Gut Wassilijewskoje auf den Sperlingsbergen, das extra zu diesem Zweck vom Fürsten Jussupow angekauft wurde, gefangengehalten. Das Gut erhielt wegen des langen Aufenthalts des Grafen Mamonow dort von den Moskauern die Bezeichnung „Mamonowsche Datscha“. „Heilbehandlung“ und Misshandlungen durch die Gefangenenwärter blieben nicht ohne Wirkung: Leute, die den Grafen in den Jahren 1840–1860 trafen, erinnern sich seiner als unter Verfolgungs- und Größenwahn leidenden Irren. Er starb an Wundbrand, verursacht durch Entzündungen durch das ständige Tragen mit Parfüm angefeuchteter Hemden. Er wurde im Donskoi-Kloster in Moskau begraben. Mit ihm erlosch die (erste) gräfliche Linie des Hauses Dmitrijew-Mamonow.

### Literarische Nachwirkung
Lina Steiner sieht Mamonow als eines der Vorbilder für Pierre Besuchow in Tolstois „Krieg und Frieden“.

## Familie
Sein Vater war Graf A.M. Dmitrijew-Mamonow – Generaladjutant und Favorit Katharinas II. Seine Mutter war die Fürstin Darja Fjedorowna Scherbatowa. Er war einer der reichsten Grundbesitzer Russlands (im Jahre 1860 besaß er 90.000 Desjatinen Land in 10 Gouvernements und 29 Kreisen, 15.000 männliche leibeigene Bauern, mehr als 200.000 Rubel in Staatsbanknoten, Wertgegenstände im Werte von über 200.000 Rubeln, Immobilien in Moskau, St. Petersburg und andernorts).

## Auszeichnungen
- Orden des Heiligen Wladimir 4. Klasse
- Orden der Heiligen Anna 2. Klasse
- Goldenes Schwert „für Tapferkeit“ (21. Dezember 1812)

## Werke
- Gedichte - in: Dichter der Jahre 1790 bis 1810 (Стихотворения // Поэты 1790–1810-х гг. — Л., 1971.)
- Kritik des gegenwärtigen Zustands Russlands und Pläne einer künftigen Umgestaltung - in: Aus Briefen und Zeugnissen der Dekabristen (Критика современного состояния России и планы будущего устройства // Из писем и показаний декабристов. — СПб, 1906. — С. 145—257.)
- Anmerkungen zum Buch Castèras - in: Russisches Archiv (По поводу книги Кастеры // Русский архив. — 1877. — Книга 3.)